# Il quinto figlio
Il quinto figlio (The Fifth Child) è un romanzo di Doris Lessing del 1988.
Il romanzo descrive i cambiamenti nella felice vita di una coppia sposata, Harriet e David Lovatt, che avvengono in seguito alla nascita del loro quinto figlio, Ben. Un seguito, Ben nel mondo, edito nel 2000, sviluppa ulteriormente la vita di Ben dopo aver lasciato la famiglia.

## Trama
Quando David Lovatt e Harriet si incontrano ad un ricevimento di lavoro, si innamorano immediatamente. Entrambi condividono gli stessi ideali conservatori, una rarità nella Londra degli anni sessanta.
I due si sposano e comprano una grande proprietà in un villaggio fuori Londra. La coppia ha intenzione di avere numerosi figli, un desiderio non condiviso dal resto della famiglia. I due hanno quattro figli, due maschi e due femmine, e la loro casa diventa un luogo di gioia non solo per loro, ma anche per i parenti e gli amici che vengono a trovarli. Il periodo idilliaco dura fino a quando Harriet rimane incinta del loro quinto figlio. La gravidanza segna l'inizio dell'infelicità e della sofferenza che questo figlio porta nella famiglia.

## Edizioni
- Doris Lessing, Il quinto figlio, Feltrinelli, 2000, ISBN 88-07-81199-5.